# Dário Teixeira Cotrim
Dário Teixeira Cotrim (Guanambi, 20 de outubro de 1949) é um advogado, memorialista e pesquisador brasileiro, membro de diversas Academias de Letras e do Instituto Histórico e Geográfico de Montes Claros, do qual foi presidente.

## Biografia
Além das instituições citadas, é membro fundador da Academia Guanambiense de Letras e correspondente da congênere caetiteense; Cotrim foi diretor da Biblioteca Pública Municipal Antônio Teixeira de Carvalho, de Montes Claros e articulista em vários jornais regionais.
É um dos fundadores do Instituto Histórico e Geográfico de Montes Claros, onde ocupa a cadeira 93 que tem por patrono Simeão Ribeiro Pires. Até 2010 havia publicado dezoito livros, usados como fontes de pesquisas, que o tornaram respeitado como historiador especialmente da cidade de Montes Claros e do estado de Minas Gerais, que o fizeram receber em 2010 o título de membro emérito do Instituto Histórico e Geográfico de Minas Gerais.
Em 2014 reuniu diversos autores na publicação de uma antologia em homenagem ao centenário da escritora montesclarense Yvonne Silveira.

## Bibliografia

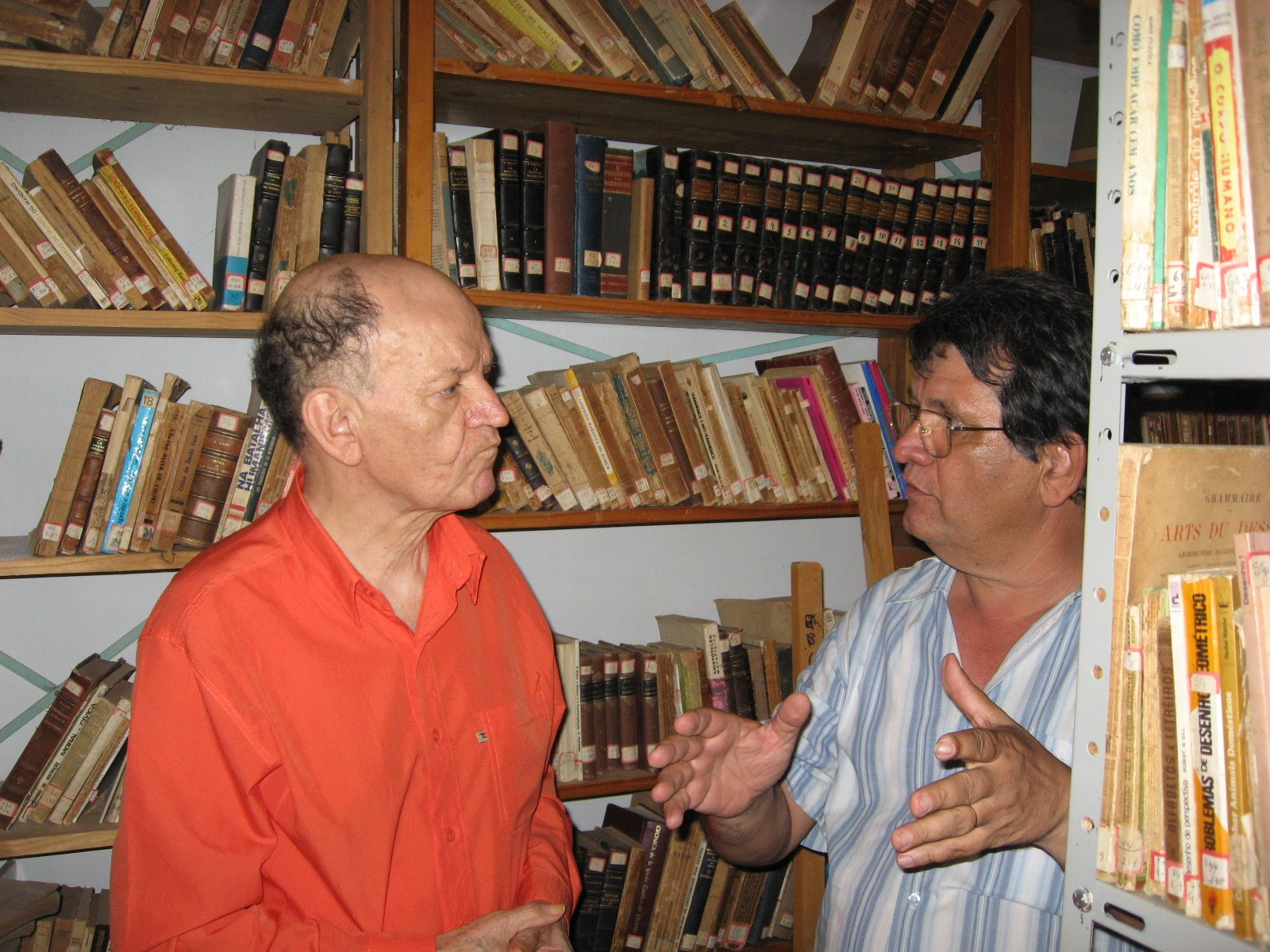
Cotrim com o folclorista Ático Mota.